# Nora Mebarek
Nora Mebarek, auparavant Nora Makhlouf puis Nora Mebarek-Makhlouf, née le 22 juillet 1972 à Port-Saint-Louis-du-Rhône, est une femme politique française, cadre du Parti socialiste. Elle est élue en 2018 première secrétaire du PS dans les Bouches-du-Rhône dans un contexte de candidature unique.

## Parcours professionnel
De février 2009 à février 2012, Nora Mebarek travaille au sein du cabinet de Michel Vauzelle au conseil régional de Provence-Alpes-Côte d'Azur. Après cela, elle est pendant un temps chargée de mission sur les Roms auprès de la direction générale des services. Puis, au printemps 2013, elle travaille pour le syndicat d'agglomération nouvelle Ouest Provence. En marge de l'affaire Sylvie Andrieux, elle est interrogée en 2013 par la police judiciaire à propos de défraiements qu'elle-même a perçus de Méditerranée, territoires et développement (MTD), une association arlésienne subventionnée par la région.

## Parcours politique
Lors des élections municipales de 2014, elle est élue conseillère municipale d'Arles sur la liste du maire Hervé Schiavetti, ainsi que conseillère de la communauté d'agglomération Arles-Crau-Camargue-Montagnette dont elle est vice-présidente, chargée des politiques de solidarité territoriale et de la ville. Elle ne représente pas en 2020.
Elle est candidate lors des élections législatives de 2017 ; dans la seizième circonscription des Bouches-du-Rhône, elle termine à la cinquième place du premier tour avec 5,82 % des voix. Elle devient ensuite première secrétaire de la fédération PS des Bouches-du-Rhône en mars 2018,.
Lors des élections européennes de 2019, elle est en sixième position sur la liste Envie d'Europe écologique et sociale, menée par Raphaël Glucksmann. À cette période, Nora Mebarek compte déjà plusieurs années en tant que membre du bureau national du Parti socialiste,.
Bien qu'élue comme les autres eurodéputés le 26 mai 2019, Nora Mebarek figurait dans la liste des cinq eurodéputés français qui devaient attendre que le Brexit soit effectif avant d'être désignés officiellement. Ces cinq eurodéputés entrent en fonction le 1er février 2020. 
Nora Mebarek rejoint le groupe de l'Alliance progressiste des socialistes et démocrates (S&D) ; elle est vice-présidente de la commission du développement régional. Elle siège également comme membre de la commission parlementaire chargée du développement régional, ainsi que de celle chargée du transport et du tourisme et celle chargée de la pêche.
Le 9 juin 2024, elle est réélue au Parlement européen pour la 10e législature.